# Yuzuru Fujimoto
Yuzuru Fujimoto (Tokyo, 24 settembre 1935 – 10 giugno 2019) è stato un doppiatore giapponese.

## Doppiaggio

### Anime
- Sawatari in Bleach
- Dottore in Cowboy Bebop
- Jubstacheit von Einzbern in Fate/Zero
- Maestro di Scar in Fullmetal Alchemist e Fullmetal Alchemist: Brotherhood
- Narratore in Gigantor
- Professor G e Sada Ul in Gundam Wing
- Mushin in Inuyasha
- Masatsuna Yanari in Katanagatari
- Ryo Ma/Hakubi in Kenichi
- Torres in L'imbattibile Daitarn 3
- Tetsuo Atsui in L'invincibile robot Trider G7
- Narratore in Fantaman
- Capovillaggio in Slayers Excellent
- Re di Taforashia in Slayers Revolution e Slayers Evolution-R
- Narratore in Yokai Ningen Bem

### Videogiochi
- Sacerdote in D2
- Stanley Hawkins in Gundam Side Story 0079: Rise from the Ashes
- Eugene in Mana Khemia 2: Fall of Alchemy
- Kenneth Baker in Metal Gear Solid
- James Johnson in Metal Gear Solid 2: Sons of Liberty
- Torres in Super Robot Wars A Portable
- Tetsuo Atsui in Super Robot Wars Z2: Destruction Chapter, Super Robot Wars Z2: Rebirth Chapter, Super Robot Wars Z3: Hell Chapter, Super Robot Wars Z3: Heaven Chapter e Super Robot Wars T